# شاپرک راجنسیس
شاپرک راجنسیس(نام علمی: Brachodes rhagensis) نام یک گونه از تیره خرسک‌بیدان است.